# Brunbukig flyghöna
Brunbukig flyghöna (Pterocles exustus) är en både afrikansk och asiatisk fågel i familjen flyghöns. Den förekommer i halvöken och intill odlade fält. Beståndet anses vara livskraftigt.

## Utseende och läte
Brunbukig flyghöna är med en längd på 28–32 centimeter (exklusive fyra till åtta centimeter långa stjärtspröt) mindre än svartbukig flyghöna och skiljs på brunsvart buk,mörk vingundersida och smala stjärtspröt. Ökenflyghönan har ljusare handpennor på ovansidan av vingen. Honan är kraftigt fläckad på bröstet och halsen. Den lockar gärna när den flyger med ett skorrande "vitt-karr-arr", påminnande om dalripa.

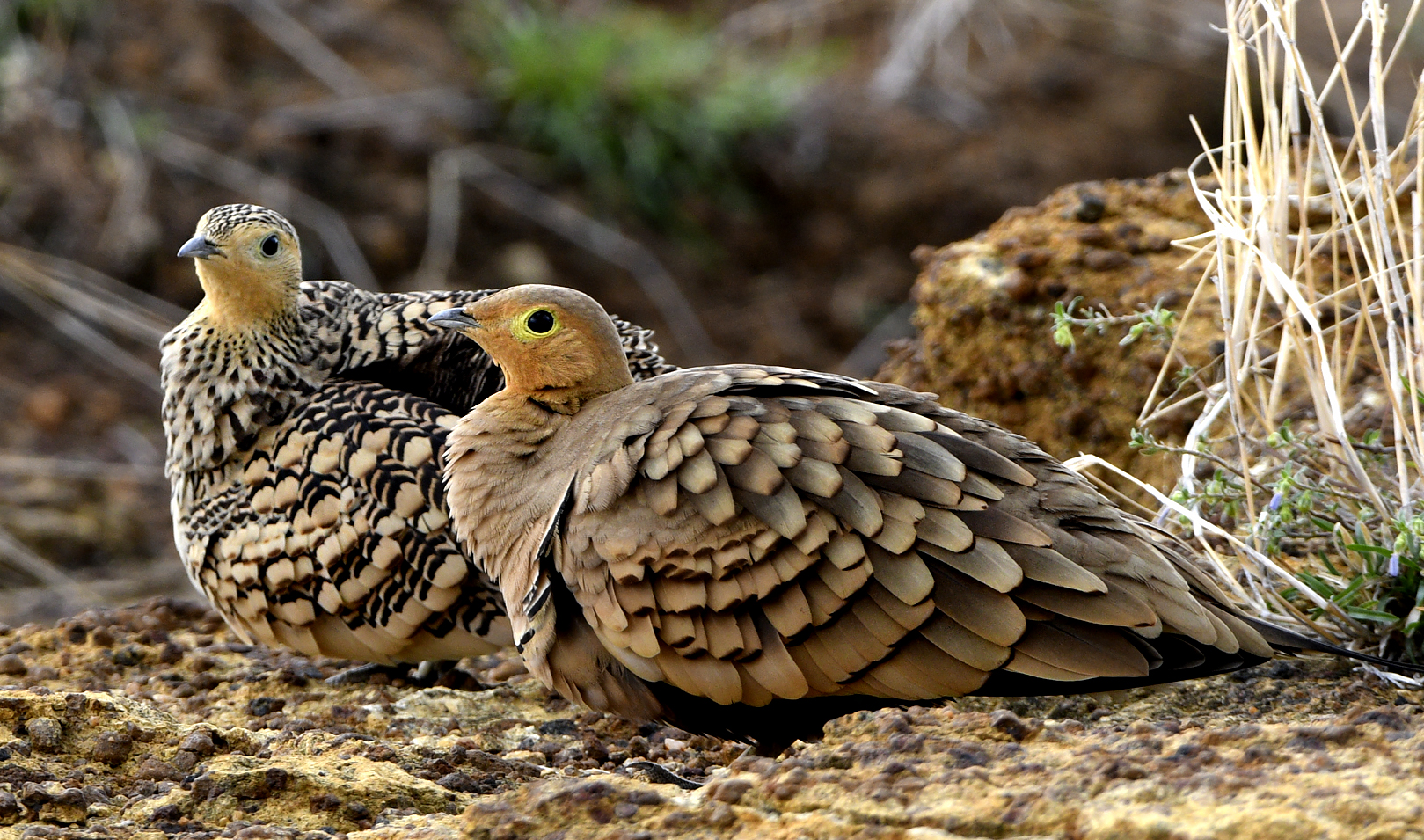
Hona och hane.

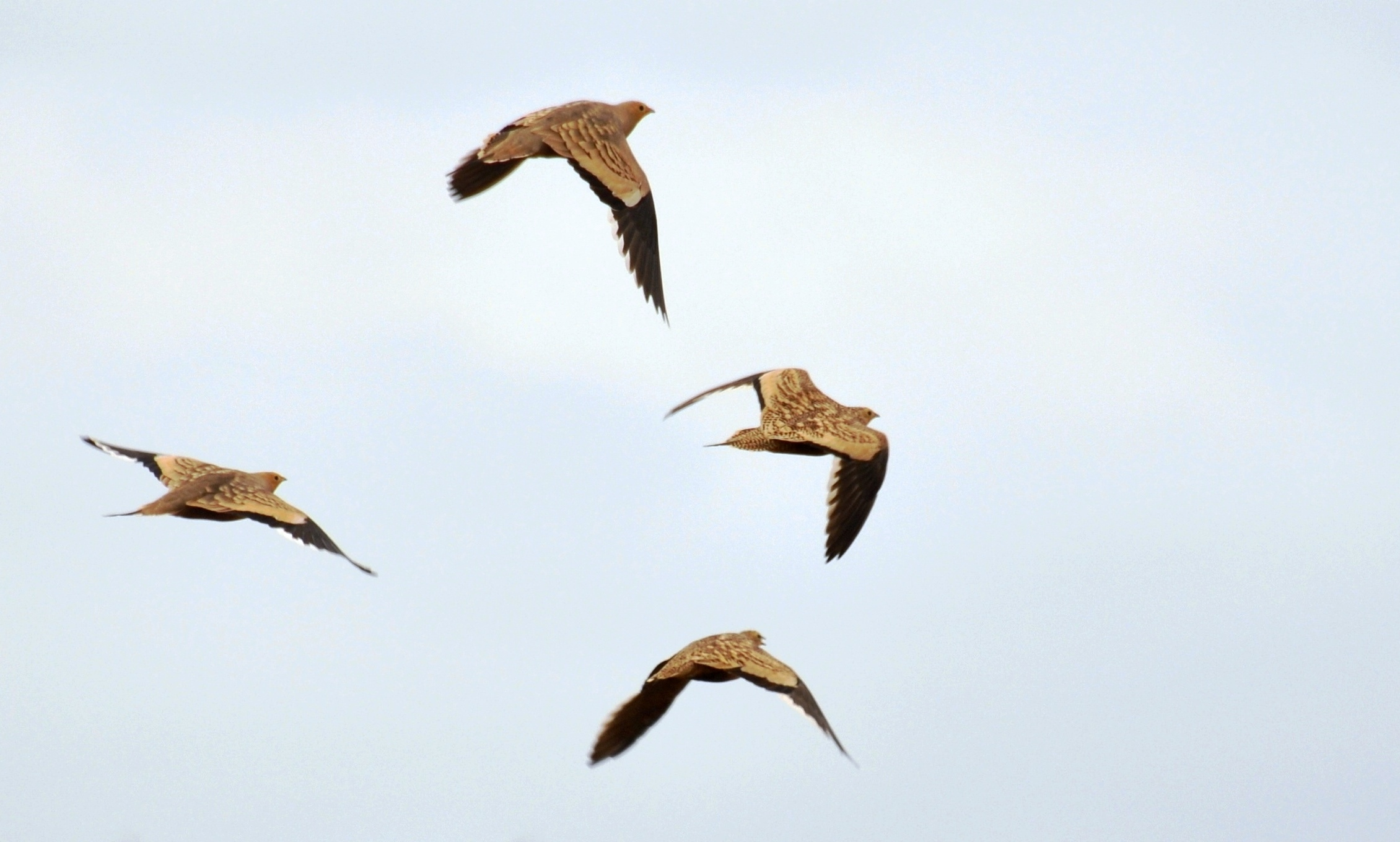

## Utbredning och systematik
Brunbukig flyghöna delas in i sex underarter med följande utbredning:
- exustus-gruppen
  - Pterocles exustus exustus – förekommer i Mauretanien, Senegal och Gambia österut till Sudan
  - Pterocles exustus floweri – förekom tidigare vida spridd i Nildalen i norra och centrala Egypten; tidigare ansågs den utdöd men sentida fynd från södra centrala Egypten är förmodligen denna underart
  - Pterocles exustus ellioti – östra Sudan, Eritrea, norra Etiopien samt norra och centrala Somalia
  - Pterocles exustus olivascens – sydöstra Sydsudan, södra Etiopien, sydvästra Somalia, Kenya och norra Tanzania
- Pterocles exustus erlangeri – västra och södra Arabiska halvön
- Pterocles exustus hindustan – sydöstra Iran till Pakistan och Indien

I Europa är fågeln en mycket sällsynt gäst, med ett fynd från Ungern.

## Levnadssätt
Brunbukig flyghöna hittas i halvöken, odlade fält och gräsmarker. Den besöker vattenkällor två till tre timmar efter gryningen.
Födan består mestadels av frön, ofta hårda och mycket små. Den kan också ta säd från stubbåkrar och vid tillfällen även skott och möjligen insekter.

### Häckning
Häckningsperioden är utdragen, kopplat till lokalt regnfall: januari–april i södra Indien, mars–maj i norra Indien; april–juni på Arabiska halvön samt i Sudan, Etiopien och Somalia, februari–november i Kenya, maj–november i norra Tanzania och huvudsakligen mars–juli i Mali, Senegal och Gambia. Boet är en enkel uppskrapad grop i marken, bara sparsamt fodrad eller inte alls. Den lägger vanligen tre ägg som ruvas i 22–23 dagar, av honan på dagen och hanen på natten.

### Släktestillhörighet
Resultat från DNA-studier tyder på att släktet Pterocles är parafyletiskt i förhållande till de två flyghönsen i Syrrhaptes, där bland annat brunbukig flyghöna är närmare släkt med stäppflyghönan (Syrrhaptes paradoxus) än med vitbukig flyghöna (Pterocles alchata). Det medför att antingen bör Syrrhaptes-flyghönsen inkluderas i Pterocles eller så bör brunbukig flyghöna med släktingar flyttas till Syrrhaptes. Inga större taxonomiska auktoriteter har dock ännu följt dessa resultat.

## Status och hot
Arten har ett stort utbredningsområde och en stor population. Den tros inte vara utsatt för några substantiella hot och det finns inga tecken på att den minskar i antal. Utifrån dessa kriterier kategoriserar IUCN arten som livskraftig (LC). Världspopulationen har inte uppskattats men den beskrivs som vanlig och vida spridd, lokalt i Sahelregionen mycket vanlig.

## Taxonomi och namn
Brunbukig flyghöna beskrevs för första gången 1825 av Coenraad Jacob Temminck. Det vetenskapliga artnamnet exustus betyder "bränd".